# 桓沖
桓 沖（かん ちゅう、咸和3年（328年）- 太元9年2月27日（384年4月4日））は、東晋の武将。字は幼子。譙国竜亢県（現在の安徽省蚌埠市懐遠県）の人。父は宣城内史桓彝。

## 生涯
兄に東晋の実権を握った大司馬桓温と桓雲・桓豁・桓秘がいる。甥に桓熙・桓済・桓歆・桓禕・桓偉・桓玄。子に桓嗣・桓謙・桓修・桓崇・桓弘・桓羨・桓怡。
末弟であったが、兄の桓温から性格と才気、器量を評価されて可愛がられていた。寧康元年（373年）、桓温が禅譲の直前で病死すると、兄の指名で桓氏を継いだ。これは兄の子の桓玄が幼児だったため、中継ぎとして入れられたためである。しかし、兄がいるのに末弟が継いだため、桓温没後に2人の兄が騒動を起こして桓沖はこの鎮圧を行なった。また、兄が禅譲まで行なおうとしたことから謝安からも警戒され、桓沖は揚州刺史を取り上げられる代わりに平北将軍・徐州兗州二州の刺史職に任命されているが、これは桓氏の兵権を荊州の軍閥である「西府軍団」のみに制限したようなものだった。
だが桓沖は兄と違って忠実で、西府軍団の長として謝安の政権に参画した。太元8年（383年）の淝水の戦いでは前秦の大軍が迫る中で都の守護のために西府兵の中から3000人の精鋭を派遣している。しかし謝安に断られ、さらに謝安が戦略について何も語ろうとしなかったため、「大敵が今にも来るというのに、戦の経験の無い若者を駆り出して自分は遊んでいる。これでは我々は降参するしかない」と嘆息したという。淝水の戦いでは前秦軍の機先を制するために襄陽を攻めたが、前秦軍に押し留められた。
太元9年2月辛巳（384年4月4日）、死去した。享年57。甥の桓玄が跡を継いだ。